# 諾亞·塞根
諾亞·塞根（英語：Noah Segan，1983年10月5日—）是美國的一位演員。他出演過眾多電影和電視劇作品。塞根出生在紐約市。

## 外部連結
- 諾亞·塞根在互联网电影资料库（IMDb）上的資料（英文）
- 諾亞·塞根的X（前Twitter）
- 諾亞·塞根的Tumblr